# Podlaska Telewizja PTV
Podlaska Telewizja PTV – regionalna stacja telewizyjna nadająca programy w kilku sieciach kablowych na terenie województwa podlaskiego.
Firma została założona w 2004 przez spółkę MTC+ oraz akcjonariuszy prywatnych. Premiera PTV nastąpiła w grudniu 2004 w telewizji kablowej Elpos. Początkowo nadawano dwa razy dziennie godzinny program. Pierwszym dyrektorem był Andrzej Piekarski, jeden z założycieli spółki. W dalszej fazie działalności program PTV był transmitowany także przez sieci kablowe Dipol i Sav. Zespół dziennikarski składał się głównie z młodych absolwentów Uniwersytetu w Białymstoku, nieposiadających praktycznego doświadczenia w zawodzie. Głównym źródłem utrzymania telewizji były środki spółki MTC+ oraz wpływy z reklam i materiałów zleconych przez inne stacje (TVN, TVN24). Została zastąpiona przez TV Białystok w 2007 roku.